# Promozione Lombardia 1975-1976
Nella stagione 1975-1976 la Promozione era il quinto livello del calcio italiano (il massimo livello regionale). Qui vi sono le statistiche relative al campionato in Lombardia.
Il campionato è strutturato in vari gironi all'italiana su base regionale, gestiti dai Comitati Regionali di competenza. Promozioni alla categoria superiore e retrocessioni in quella inferiore non erano sempre omogenee; erano quantificate all'inizio del campionato dal Comitato Regionale secondo le direttive stabilite dalla Lega Nazionale Dilettanti, ma flessibili, in relazione al numero delle società retrocesse dalla Serie D e perciò, a seconda delle varie situazioni regionali, la fine del campionato poteva avere degli spareggi sia di promozione che di retrocessione.

## Avvenimenti
Il campionato italiano di calcio di Promozione Lombarda 1975-1976 è stato il 21º campionato di Promozione organizzato in Lombardia dal Comitato Regionale Lombardo (C.R.L.).
Alla compilazione dei quadri stagionali il C.R.L. non ammise a completamento degli organici alcuna squadra.
Gli organici furono compilati tenendo conto delle seguenti squadre retrocesse dalla Serie D:
- A.C. MEDA di Meda (MI), 16º classificato nel girone B della Serie D.
- A.C. CREMA di Crema (CR), 17º classificato nel girone B della Serie D.

Inoltre, le seguenti squadre vennero promosse dal campionato di 1.a Categoria:
- Girone A: A.C. CASTIGLIONE;
- Girone B: POL. ALMÉ;
- Girone C: C.G. CABIATE;
- Girone D: U.S. COMETA (di Lurago Marinone, ma giocava a Mozzate);
- Girone E: A.C. VOGHERESE;
- Girone F: A.C. CODOGNO;
- Girone G: U.S. CARONNESE;
- Girone H: S.S. FULGOR CANONICA;
- Girone I: A.S. COLOGNO MONZESE.

## Girone A

### Squadre partecipanti
| Club                     | Città                   |
| ------------------------ | ----------------------- |
| A.C. Angera Calcio       | Angera (VA)             |
| Aurora Brollo S.C. Desio | Desio (MI)              |
| U.S. Besozzo             | Besozzo (VA)            |
| C.G. Cabiate             | Cabiate (CO)            |
| U.S. Caronnese           | Caronno Pertusella (VA) |
| U.S. Casatese            | Casatenovo (CO)         |
| U.S. Chiavennese         | Chiavenna (SO)          |
| A.S. Cologno Monzese     | Cologno Monzese (MI)    |
| U.S. Cometa              | Lurago Marinone (CO)    |
| S.G. Gallaratese         | Gallarate (VA)          |
| A.C. Meda 1913           | Meda (MI)               |
| A.C. Muggiò              | Muggiò (MI)             |
| S.S. Pro Lissone         | Lissone (MI)            |
| S.C. Rovellasca 1910     | Rovellasca (CO)         |
| F.C. Saronno             | Saronno (VA)            |
| A.S. Viggiù              | Viggiù (VA)             |

### Classifica finale
|  | Pos. | Squadra             | Pt | G  | V  | N  | P  | GF | GS | DR  |
|  | ---- | ------------------- | -- | -- | -- | -- | -- | -- | -- | --- |
|  | 1.   | Aurora Brollo Desio | 44 | 30 | 19 | 6  | 5  | 50 | 24 | +26 |
|  | 2.   | Saronno             | 37 | 30 | 13 | 11 | 6  | 42 | 24 | +18 |
|  | 3.   | Meda 1913           | 36 | 30 | 14 | 8  | 8  | 39 | 27 | +12 |
|  | 4.   | Besozzo             | 35 | 30 | 13 | 9  | 8  | 52 | 31 | +21 |
|  | 5.   | Caronnese           | 34 | 30 | 11 | 12 | 7  | 40 | 35 | +5  |
|  | 6.   | Casatese            | 31 | 30 | 8  | 15 | 7  | 27 | 25 | +2  |
|  | 6.   | Muggiò              | 31 | 30 | 13 | 5  | 12 | 42 | 40 | +2  |
|  | 6.   | Rovellasca          | 31 | 30 | 11 | 9  | 10 | 41 | 46 | -5  |
|  | 9.   | Cabiate             | 29 | 30 | 9  | 11 | 10 | 35 | 40 | -5  |
|  | 9.   | Cologno Monzese     | 29 | 30 | 8  | 13 | 9  | 27 | 28 | -1  |
|  | 11.  | Angera Calcio       | 27 | 30 | 8  | 11 | 11 | 19 | 26 | -7  |
|  | 11.  | Viggiù              | 27 | 30 | 10 | 7  | 13 | 31 | 42 | -11 |
|  | 13.  | Pro Lissone         | 26 | 30 | 7  | 12 | 11 | 28 | 35 | -7  |
|  | 14.  | Cometa              | 23 | 30 | 6  | 11 | 13 | 28 | 47 | -19 |
|  | 15.  | Chiavennese         | 20 | 30 | 7  | 6  | 17 | 25 | 44 | -19 |
|  | 15.  | Gallaratese         | 20 | 30 | 4  | 12 | 14 | 27 | 39 | -12 |

Legenda:
      Ammesso agli spareggi per la promozione in Serie D.
      Retrocesso in Prima Categoria 1976-77.
Regolamento:
Due punti a vittoria, uno a pareggio, zero a sconfitta.

## Girone B

### Squadre partecipanti
| Club                 | Città                           |
| -------------------- | ------------------------------- |
| Pol. Albinese        | Albino (BG)                     |
| Pol. Almè            | Almè (BG)                       |
| A.C. Carpenedolo     | Carpenedolo (BS)                |
| F.C. Cassano 1966    | Cassano d'Adda (MI)             |
| A.C. Castiglione     | Castiglione delle Stiviere (MN) |
| U.S. Cisanese        | Cisano Bergamasco (BG)          |
| A.C. Crema           | Crema (CR)                      |
| U.S. Darfo Boario    | Darfo Boario Terme (BS)         |
| G.S. Falck Vobarno   | Vobarno (BS)                    |
| S.S. Fulgor Canonica | Canonica d’Adda (BG)            |
| A.C. Lumezzane       | Lumezzane (BS)                  |
| A.C. Pro Palazzolo   | Palazzolo sull'Oglio (BS)       |
| U.S. Stezzanese      | Stezzano (BG)                   |
| S.S. Tritium         | Trezzo sull'Adda (MI)           |
| A.C. Verdello        | Verdello (BG)                   |
| U.S. Villanovese     | Villanuova sul Clisi (BS)       |

### Classifica finale
|  | Pos. | Squadra         | Pt | G  | V  | N  | P  | GF | GS | DR  |
|  | ---- | --------------- | -- | -- | -- | -- | -- | -- | -- | --- |
|  | 1.   | Tritium         | 40 | 30 | 16 | 8  | 6  | 48 | 23 | +25 |
|  | 2.   | Albinese        | 38 | 30 | 13 | 12 | 5  | 33 | 21 | +12 |
|  | 2.   | Falck Vobarno   | 38 | 30 | 13 | 12 | 5  | 35 | 23 | +12 |
|  | 4.   | Stezzanese      | 36 | 30 | 13 | 10 | 7  | 34 | 20 | +14 |
|  | 5.   | Fulgor Canonica | 34 | 30 | 13 | 8  | 9  | 47 | 42 | +5  |
|  | 5.   | Pro Palazzolo   | 34 | 30 | 10 | 14 | 6  | 33 | 26 | +7  |
|  | 7.   | Carpenedolo     | 32 | 30 | 11 | 10 | 9  | 32 | 33 | -1  |
|  | 7.   | Darfo Boario    | 32 | 30 | 9  | 14 | 7  | 35 | 30 | +5  |
|  | 7.   | Verdello        | 32 | 30 | 12 | 8  | 10 | 42 | 34 | +8  |
|  | 10.  | Almè            | 31 | 30 | 12 | 7  | 11 | 40 | 29 | +11 |
|  | 11.  | Lumezzane       | 30 | 30 | 10 | 10 | 10 | 37 | 34 | +3  |
|  | 12.  | Crema           | 29 | 30 | 9  | 11 | 10 | 32 | 33 | -1  |
|  | 13.  | Castiglione     | 26 | 30 | 7  | 12 | 11 | 29 | 34 | -5  |
|  | 14.  | Cisanese        | 23 | 30 | 3  | 17 | 10 | 25 | 39 | -14 |
|  | 15.  | Cassano 1966    | 14 | 30 | 4  | 6  | 20 | 20 | 53 | -33 |
|  | 16.  | Villanovese     | 11 | 30 | 2  | 7  | 21 | 17 | 65 | -48 |

Legenda:
      Ammesso agli spareggi per la promozione in Serie D.
      Retrocesso in Prima Categoria 1976-77.
Regolamento:
Due punti a vittoria, uno a pareggio, zero a sconfitta.

## Girone C

### Squadre partecipanti
| Club                | Città                         |
| ------------------- | ----------------------------- |
| A.C. Abbiategrasso  | Abbiategrasso (MI)            |
| F.C. Casteggio 1898 | Casteggio (PV)                |
| A.C. Castelleonese  | Castelleone (CR)              |
| A.C. Castelnuovese  | Castelnuovo Bocca d'Adda (MI) |
| A.C. Codogno        | Codogno (MI)                  |
| U.S. Fiorenzuola    | Fiorenzuola d'Arda (PC)       |
| S.S. Leoncelli      | Vescovato (Italia) (CR)       |
| Pol. Medese         | Mede (PV)                     |
| U.S. Melegnano      | Melegnano (MI)                |
| U.S. Mortara        | Mortara (PV)                  |
| A.C. Pavia          | Pavia (PV)                    |
| U.S. Pontolliese    | Ponte dell'Olio (PC)          |
| A.S. Robbio         | Robbio (PV)                   |
| G.S. Sannazzarese   | Sannazzaro de' Burgondi (PV)  |
| U.S. Soresinese     | Soresina (CR)                 |
| A.C. Vogherese      | Voghera (PV)                  |

### Classifica finale
|  | Pos. | Squadra        | Pt | G  | V  | N  | P  | GF | GS | DR  |
|  | ---- | -------------- | -- | -- | -- | -- | -- | -- | -- | --- |
|  | 1.   | Abbiategrasso  | 44 | 30 | 18 | 8  | 4  | 40 | 19 | +21 |
|  | 2.   | Vogherese      | 43 | 30 | 16 | 11 | 3  | 34 | 12 | +22 |
|  | 3.   | Soresinese     | 35 | 30 | 12 | 11 | 7  | 35 | 21 | +14 |
|  | 4.   | Casteggio 1898 | 33 | 30 | 12 | 9  | 9  | 40 | 29 | +11 |
|  | 4.   | Codogno        | 33 | 30 | 13 | 7  | 10 | 42 | 32 | +10 |
|  | 4.   | Pavia          | 33 | 30 | 12 | 9  | 9  | 35 | 32 | +3  |
|  | 7.   | Robbio         | 30 | 30 | 9  | 12 | 9  | 34 | 31 | +3  |
|  | 8.   | Castelleonese  | 29 | 30 | 10 | 9  | 11 | 21 | 29 | -8  |
|  | 9.   | Pontolliese    | 28 | 30 | 10 | 8  | 12 | 38 | 47 | -9  |
|  | 10.  | Melegnano      | 26 | 30 | 6  | 14 | 10 | 36 | 48 | -12 |
|  | 11.  | Fiorenzuola    | 25 | 30 | 7  | 11 | 12 | 30 | 38 | -8  |
|  | 11.  | Leoncelli      | 25 | 30 | 7  | 11 | 12 | 34 | 43 | -9  |
|  | 11.  | Mortara        | 25 | 30 | 7  | 11 | 12 | 32 | 43 | -11 |
|  | 14.  | Medese         | 24 | 30 | 8  | 8  | 14 | 30 | 34 | -4  |
|  | 14.  | Sannazzarese   | 24 | 30 | 7  | 10 | 13 | 27 | 39 | -12 |
|  | 16.  | Castelnuovese  | 23 | 30 | 9  | 5  | 16 | 28 | 39 | -11 |

Legenda:
      Ammesso agli spareggi per la promozione in Serie D.
      Retrocesso in Prima Categoria 1976-77.
Regolamento:
Due punti a vittoria, uno a pareggio, zero a sconfitta.

## Spareggi promozione
Ogni squadra ha giocato una volta sul proprio campo:
|               | Risultati |               | Luogo e data                     |  |
| ------------- | --------- | ------------- | -------------------------------- |  |
| Tritium       | 2 - 2     | Aurora Desio  | Trezzo sull'Adda, 30 maggio 1976 |  |
|               |           |               |                                  |  |
| Aurora Desio  | 1 - 0     | Abbiategrasso | Desio, 6 giugno 1976             |  |
|               |           |               |                                  |  |
| Abbiategrasso | 3 - 2     | Tritium       | Abbiategrasso, 13 giugno 1976    |  |
|               |           |               |                                  |  |

### Classifica finale
|  | Pos. | Squadra             | Pt | G | V | N | P | GF | GS | DR |
|  | ---- | ------------------- | -- | - | - | - | - | -- | -- | -- |
|  | 1.   | Aurora Brollo Desio | 3  | 2 | 1 | 1 | 0 | 3  | 2  | +1 |
|  | 2.   | Abbiategrasso       | 2  | 2 | 1 | 1 | 0 | 3  | 3  | 0  |
|  | 3.   | Tritium             | 1  | 2 | 0 | 1 | 1 | 4  | 5  | -1 |

Legenda:
      Promosso in Serie D.
Regolamento:
Due punti a vittoria, uno a pareggio, zero a sconfitta.